# Draché
Draché település Franciaországban, Indre-et-Loire megyében. Lakosainak száma 700 fő (2022. január 1.). Draché Sainte-Maure-de-Touraine, La Celle-Saint-Avant, Maillé, Marcé-sur-Esves és Sepmes községekkel határos.

## Népesség
A település népességének változása:
| Lakosok száma | 520  | 518  | 592  | 675  | 719  | 736  | 745  | 751  | 734  | 700  |
|               | 1968 | 1982 | 1990 | 2006 | 2013 | 2015 | 2017 | 2019 | 2020 | 2022 |